# حاتم بك الأردوبادي
حاتم بك الأردوبادي (بالفارسية: حاتم‌بیگ اردوبادی) كان الصدر الأعظم للدولة الصفوية في الفترة ما بين سنة 1591 حتى سنة 1611. حمل رُتبة فريق أول. تُوفي خلال عقد 1610.